# 千早川水力電気
千早川水力電気株式会社（ちはやがわすいりょくでんき）は、明治末期から昭和戦前期にかけて存在した日本の電力会社である。かつて関西電力送配電管内に存在した事業者の一つ。
現在の大阪府河内長野市に存在した事業者である。社名にある千早川に水力発電所を建設し、河内長野市域とその周辺に電気を供給した。1938年（昭和13年）、戦時統制により大手電力会社大同電力へと合併された。

## 沿革
千早川水力電気は、1911年（明治44年）12月12日、大阪府南河内郡長野町大字長野（現・河内長野市）に資本金15万円で設立された。河内長野の東、千早村（現・千早赤阪村）にて大和川水系千早川に水力発電所を建設する目的で起業された会社であり、当初は大阪市の森久兵衛（関西水力電気社長）が社長を務めた。
逓信省の資料によると開業は翌1912年（大正元年）11月27日で、当時は発電所完成までの暫定措置として高野登山鉄道から受電し、長野町と隣の三日市村で配電していた。開業後の1913年（大正2年）11月、本店を三日市村大字喜多へと移転している。発電所はまず千早川にて第二発電所（出力100キロワット）が1913年11月に運転を開始。さらに1914年（大正3年）6月第一発電所（出力110キロワット）も発電を開始する。以降は千早川から高向村を流れる大和川水系滝畑川に転じて、1919年（大正8年）7月第三発電所（出力120キロワット）を、1920年（大正9年）4月第四発電所（出力82キロワット）をそれぞれ完成させた。
こうして4か所の水力発電所を持ったが、1922年（大正11年）5月に降雨不足による渇水が発生して発電能力が減退し、需要家の工場への送電を隔日とする状況に陥った。8月にも渇水が発生し、工場は休業同然となった。これを受けて翌1923年（大正12年）春、供給区域内にある60余りの工場主が同志会を結成し、損害補填料4万円を会社へ請求して電気料金不払いを申し合わせるという騒動が発生した。千早川水力電気では千早川・滝畑川に2か所ずつ発電所を建設して以降は自社発電所を新設せず、大阪電灯からの受電を始めた。この大阪電灯との供給関係は同社解散により1923年10月大同電力へ引き継がれ、次いで同社傘下の大阪電力に継承されたが、1934年（昭和9年）の合併で大同電力との関係に戻った。受電は300キロワットないし450キロワットであった。
経営面では、1919年2月に15万円の増資を決議したのち、1920年4月に30万円、1922年4月に60万円、そして1924年（大正13年）4月に60万円の増資を決議し、資本金を短期間で180万円へと増額した。この間の1923年4月には本店を長野町大字長野へと戻している。
1930年代後半、逓信省が小規模電気事業者の整理・統合を方針化すると、大阪逓信局では千早川水力電気を大同電力または南海鉄道へと統合させる意向を示した。当局の慫慂を受け、大同電力は千早川水力電気の吸収合併を決定、1937年（昭和12年）12月1日付で合併仮契約を締結する。この時点で千早川水力電気は資本金180万円（うち144万円払込み）であったが、合併に伴う大同電力の増資幅は96万円（全額払込み）に抑えられ、千早川水力電気の株主に対する大同電力株式交付は額面50円払込済み株式の場合持株6株につき4株、20円払込株式の場合持株15株につき4株の割合であった。
1937年12月25日、千早川水力電気は株主総会にて上記合併仮契約を承認。大同電力でも27日の株主総会にて泉北郡の和泉電気とあわせ合併を議決した。合併は翌1938年（昭和13年）5月1日付で実行され、大同電力にて千早川水力電気合併の報告総会が開かれた同年6月29日付で千早川水力電気は解散した。末期の社長は井上五郎兵衛であった。

## 供給区域一覧
1938年3月末時点での電灯・電力供給区域は以下の通りである。
- 大阪府南河内郡
  - 長野町・千代田村・高向村・三日市村・天野村大字小山田・川上村大字河合寺（現・河内長野市）
  - 錦郡村・彼方村・東条村大字佐備（現・富田林市）
  - 千早村（現・千早赤阪村）

1937年3月時点における供給実績は、電灯取付数1万5380灯、電力供給1,240.5馬力、電熱供給50キロワットであった。
これらの供給区域は大同電力との合併により同社に引き継がれたが、1939年（昭和14年）4月に日本発送電へと事業譲渡される。その3年後、1942年（昭和17年）4月の配電統制でこれら旧大同電力区域は関西配電（関西電力の前身）へと出資された。

## 発電所一覧
千早川水力電気が運転する発電所は以下の4か所であった。いずれも大阪府南河内郡に位置する。
| 発電所名 | 出力 （単位：kW） | 所在地・河川名                                                | 発電開始   |
| -------- | ----------------- | ------------------------------------------------------------- | ---------- |
| 第一     | 110               | 千早村千早（現・千早赤阪村） （河川名：大和川水系千早川）     | 1914年6月  |
| 第二     | 100               | 千早村東阪（現・千早赤阪村） （河川名：大和川水系千早川）     | 1913年11月 |
| 第三     | 120               | 高向村滝畑（現・河内長野市） （河川名：大和川水系滝畑川ほか） | 1919年7月  |
| 第四     | 82                | 高向村滝畑（現・河内長野市） （河川名：大和川水系滝畑川）     | 1920年4月  |

大同電力との合併後は、発電所名を（第一発電所から順に）「千早第一」「千早第二」「滝畑第一」「滝畑第二」としている。4つの発電所は大同電力・日本発送電を経て1942年4月に関西配電へ渡り、さらに戦後の電気事業再編成で関西電力に引き継がれた。ただし滝畑第一・滝畑第二両発電所は1961年（昭和36年）11月に、千早第一・千早第二両発電所は1966年（昭和41年）4月にそれぞれ廃止されており、現存しない。

## 比叡山での供給
南河内郡での事業とは別に、千早川水力電気は延暦寺からの委託を受け寺の自家用電気工作物を建設・経営していた。延暦寺の自家用発電所は「大宮川発電所」といい、滋賀県滋賀郡坂本村（現・大津市）にあり、琵琶湖に注ぐ大宮川から取水する出力77キロワットの発電所であった。発電所は1923年（大正12年）4月に竣工。寺の電源となったほか、余剰分は京都電灯へと売電された。